# Creepers

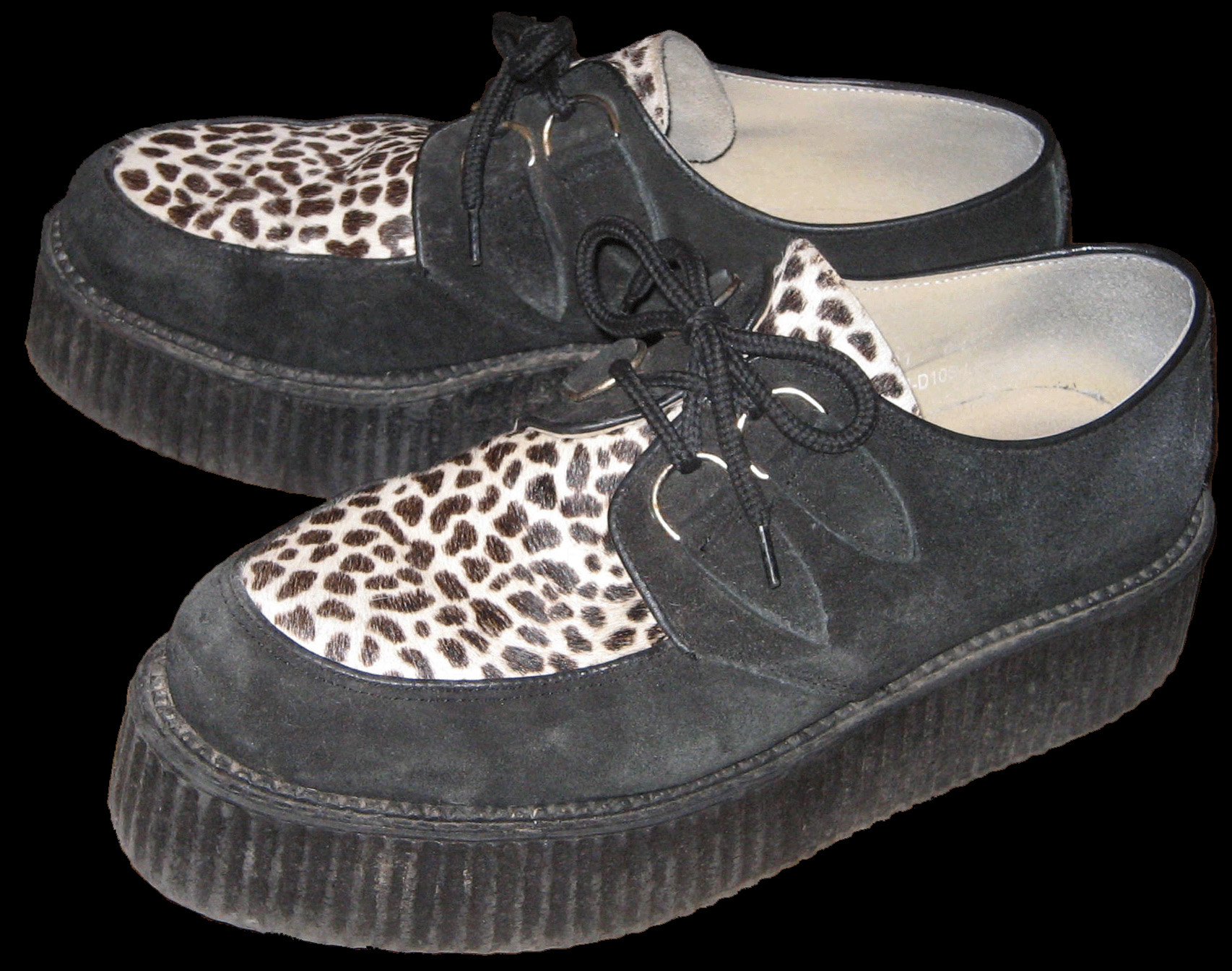
Creepers

Creepers är en sorts skor som först blev populära i 1950-talets rockabillykultur. De finns i lite olika färger och modeller, men alla har mer eller mindre höga sulor (upp till cirka 5 cm). I Norge kallas dessa "Traktorsko".
Några aktuella märken: George Cox, Pinsoup & Creeperscustom, Underground England och T.U.K..